# Yosef Haim Brenner
Yosef Haim Brenner, in ebraico יוסף חיים ברנר, chiamato anche Yosef Chaim Brenner (Novi Mlini, 1881 – Giaffa, 2 maggio 1921), è stato uno scrittore israeliano, di nascita ucraina, considerato uno dei pionieri della moderna letteratura ebraica.

## Biografia

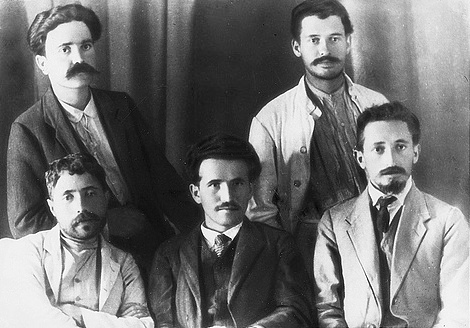
Da destra a sinistra; seduto - Itzhak Ben-Zvi, David Ben Gurion, Yosef Haim Brenner; in piedi - Aharon Reuveni, Ya'akov Zerubavel (1912)

Brenner nacque in una famiglia ebraica di umili origini nella città ucraina di Novi Mlini.
Sia la vita sia le opere di Brenner furono legate alla congiuntura del suo tempo, a causa della quale i pensatori della sua generazione videro sfumare gli ideali illuministici di una definitiva emancipazione, e vista la difficoltà di adattamento alla società nascente, preferirono rientrare nelle terre di Palestina.
Brenner ripudiò ben presto il tradizionalismo ortodosso familiare per abbracciare invece le nuove teorie del Socialismo ebraico.
Pubblicò nel 1900 la sua prima storia, intitolata Pat Lechem ("Una pagnotta di pane") sulla rivista HaMelitz, scritta in lingua ebraica, seguita, l'anno successivo, da brevi racconti.
Nel 1902, Brenner fu arruolato nell'esercito imperiale russo e due anni dopo, allo scoppio della guerra russo-giapponese, disertò.
Dopo essere stato perseguitato per le sue idee socialiste, visse in esilio dapprima a Londra, dove lavorò come tipografo  per conto del HaMe'orer, un periodico ebraico pubblicato negli anni 1906-1907 e poi in Galizia, dove svolse le mansioni di operaio.
Nel 1909 riuscì a coronare il suo sogno e si trasferì in Palestina, allora facente parte dell'Impero ottomano. Praticò il sionismo, augurandosi che il ritorno degli ebrei nella loro terra di origine non inducesse un'altra diaspora, e insegnò al Ginnasio di Tel Aviv. Svolse anche le attività di contadino e di educatore, oltre che quella di scrittore.
Morì trucidato in un agguato il 2 maggio 1921, ai tempi della prima sollevazione araba, proprio mentre stava terminando la stesura del romanzo Ha-aretz ("La Terra").
Secondo il suo biografo Anita Shapira, soffrì di forti crisi depressive e di problemi di identità sessuale.

## Stile letterario e contenuti
La sua prima novella Ba-Horef ("Nell'inverno") racchiude già i principali elementi delle opere dello scrittore. Il protagonista è una figura simile all'autore stesso, rude, talvolta portato alla cattiveria, per autodifesa. Il romanzo stimolò la sua generazione di pensatori a ricreare un nuovo mondo lontano dalla terra natale.
Brenner fu definito uno scrittore sperimentale, sia per il l'uso del linguaggio sia per la forma. Assieme all'ebraico moderno, Brenner inventò e realizzò una mescolanza di ebraico antico, aramaico, yiddish, inglese e arabo. Lo spirito dei suoi scritti comprese sia elementi realistici sia irrazionali e fortemente emozionali.

## Opere pubblicate
- Antologia di opere (quattro volumi), Hakibbutz Hameuchad, 1978-1985 [Ketavim]
- English: In otto grandi brevi storie ebree, New York, New American Library, 1983
- Al di là delle profondità, Varsavia 1900
- Nell'inverno (novella), Hashiloah, 1904 [Ba-Horef]
- Attorno al punto (novella), Hashiloah, 1904 [Misaviv La-Nekudah]
- Min Hametzar (novella), 1908
- Nervi (novella), Shalekhet, 1910 [Atzabim]
- Da qui a lì (novella), Sifrut, 1911 [Mi-Kan U-Mi-Kan]
- Interruzione (novella) Shtiebel, 1920 [Shchol Ve-Kishalon]